# الجبهة الجمهورية (بوركينا فاسو)
الجبهة الجمهورية (بالفرنسية: Front républicain)‏ كان ائتلافا من الأحزاب السياسية في بوركينا فاسو. تم إطلاق التحالف في 23 يناير 2014 في مؤتمر عقد في فندق سبلنديد في العاصمة واغادوغو.   شارك نحو أربعين حزبا سياسيا في تأسيس الائتلاف.  نشأ الائتلاف رداً على الاحتجاجات الشعبية ضد إصلاح المادة 37. أيد التحالف إجراء استفتاء على المادة 37 من الدستور، والتي كانت ستمكن الرئيس بليز كومباوري من إعادة انتخابه.   كان من بين القادة الحاضرين في تأسيس الجبهة الجمهورية عاصمي كواندا (الأمين التنفيذي الوطني، المؤتمر للديمقراطية والتقدم)، آلان زوبجا (بوركينا الأخرى)، رام ويدراوغو (تجمع علماء البيئة في بوركينا فاسو)، هيرمان ياميوغو (الاتحاد الوطني للديمقراطية والتنمية)، ماكسيم كابوري (حزب بوركينا المستقل)، توسان أبيل كوليبالي (الاتحاد من أجل الجمهورية) وديمدودا ديكو (تحالف القوى الديمقراطية).  
في فبراير 2014 تم الإعلان عن قائمة الأحزاب الأعضاء في الجبهة، مع 25 حزبا من الأغلبية الرئاسية و12 حزبا من المعارضة. 
في اجتماع عقد في أبريل 2014، أعلن اثنا عشر حزبا دخولهم إلى الجبهة الجمهورية. مؤتمر الأمم الأفريقية / بوركينا فاسو (بولين سانفو)، الجبهة الديمقراطية الجمهورية (لاندري شارلمان كابوري)، الحركة من أجل الديمقراطية والحريات (ماهاما كوكا سوادوغو)، الجبهة الوطنية للتغيير (منطقة تاهيرو)، الجبهة الجمهورية والديمقراطية (أبو نيكييما)، اتحاد قوى الوسط (عيسى باليما)، حزب العدالة والتنمية (ديودوني باكوان)، قوة الدفاع عن الديمقراطية (إدوارد ويدراوغو)، تجمع الديمقراطيين من أجل فاسو (سلفادور ياميوغو)، حزب الوطنيين التقدميين (ديفيد سيريل كوندي)، الاتحاد من أجل التنمية والديمقراطية (توبي كليمان داكيو) والتحالف من أجل الديمقراطية في فاسو (بوريما ويدراوغو). 
في 12 أبريل 2014، نظمت الجبهة الجمهورية اجتماعًا جماهيريًا في ستاد ووبي بوبو ديولاسو، بوبوديولاسو. ألقت شانتال كومباوري، السيدة الأولى للجمهورية، كلمة في الاجتماع. 
في 8 أكتوبر 2014 أعلنت الجبهة الجمهورية دخول ثلاثة أحزاب سياسية جديدة إلى الجبهة. حزب التجديد الوطني واتحاد القوى الديمقراطية في بوركينا فاسو واتحاد الحركة الشعبية. 